# Carlos Juan Finlay

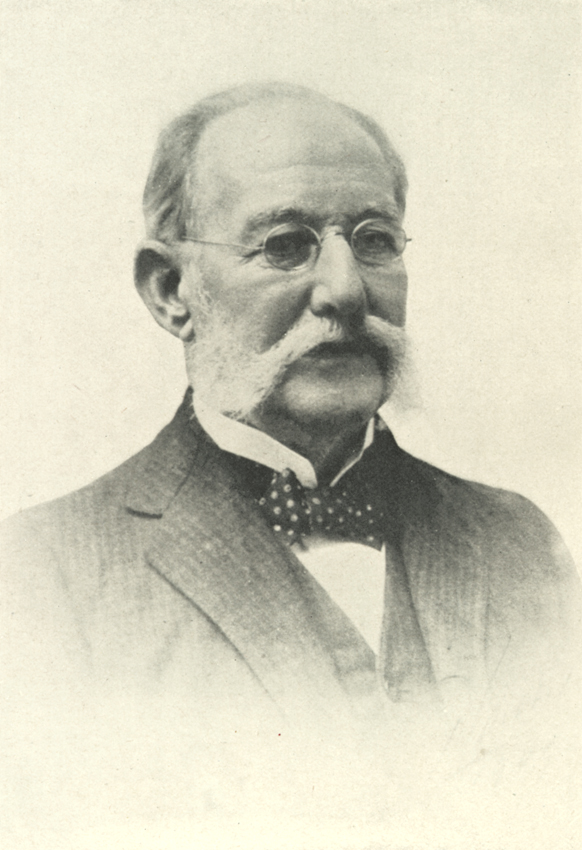
Carlos Finlay

Carlos Juan Finlay de Barrés (* 3. Dezember 1833 in Camagüey, Kuba; † 20. August 1915 in Havanna) war ein kubanischer Arzt und Wissenschaftler, der den Moskito als Überträger des Gelbfiebers entdeckte.

## Werdegang
Geboren als Charles Finley, änderte er seinen Namen in Carlos Juan Finlay. Er studierte 1853 an dem Jefferson Medical College in Philadelphia, Pennsylvania in den USA. 1855 machte er sein Examen und vervollständigte seine Studien in Havanna und Paris. Er ließ sich in Kuba nieder und eröffnete dort eine Arztpraxis.
1865 schickte Finlay einen wissenschaftlichen Artikel an die kubanische Akademie der Wissenschaften, in dem er den Zusammenhang zwischen Klimaverhältnissen und dem Auftreten des Gelbfiebers herausarbeitete. Durch das Studium antiker Maya-Manuskripte kam er auf den Gedanken, dass die Krankheit möglicherweise durch Stechmücken übertragen werden könnte. Berühmt wurde Finlay durch seinen 1881 publizierten Nachweis, dass der Moskito der Überträger des Gelbfiebers ist. Er empfahl die Bekämpfung des Moskito als Maßnahme gegen die Ausbreitung des Gelbfiebers. In den 1880er und 1890er Jahren wurde dann vielfach nach Insekten als Seucheninfektionsträgern gesucht, aber erst 20 Jahre nach Finlays Entdeckung wurden seine Erkenntnisse zur Grundlage der Bekämpfung des Gelbfiebers gemacht.

## Veröffentlichungen
- Bericht für die Kubanische Wiss. Akademie: El mosquito hipotéticamente considerado como el agente propagador de la f. marilla [„Die Mücke, hypothetisch als Gelbfieberüberträgerin betrachtet“]. 1881.

## Ehrungen
- Carlos Finlay wurde 1905, 1906, 1907, 1912, 1913, 1914 und 1915 für den Nobelpreis für Medizin vorgeschlagen.[3]
- Finlay wurde 1908 in die französische Ehrenlegion aufgenommen.
- Von 1980 bis 2005 vergab die UNESCO den Carlos-J.-Finlay-Preis für Mikrobiologie.
- Das kubanische Forschungsinstitut Instituto Finlay de Vacunas wurde nach ihm benannt.